# Brynjulf Brandsson
Brynjulf Brandsson (n. 588) fue un caudillo vikingo, segundo jarl de Hålogaland (Hålogalandsjarl) en Noruega. Aparece en diversas listas genealógicas de Haakon Jarl que se remontan hasta el patriarcado de Odín. Era hijo de Brand Hersesson, nieto del último rey del norte (Nordland) Herse Mundilsson y fue padre de Baard Brynjolfsson.